# Skarresø
Le Skarresø, anciennement Skarrid Sø, est un grand lac de 194 ha situé à l'ouest de Jyderup dans le nord-ouest du Seeland au Danemark.
Le Skarresø est un lac relativement peu profond avec une profondeur moyenne de 2,6 mètres. À son point le plus profond, le lac atteint 4,1 mètres de profondeur. Le lac, qui est situé à environ 19 m au-dessus du niveau de la mer, s'écoule vers le sud jusqu'à Halleby Å (da), qui est relié au lac Tissø et de là au Grand Belt. Dans une étude menée par des bénévoles de la Société danoise de conservation de la nature en 2006, des traces d'ADN de loutres ont été trouvées dans le système Halleby Å. 

## Description
Le Skarresø est entouré d'un terrain très vallonné et presque entièrement contourné par les quatre grandes forêts de Stokkebjerg, Bjergsted, Regstrup et Astrup Forests. Le lac appartient principalement aux paroisses de Holmstrup et de Bjergsted, et seulement une petite partie à la paroisse de Jyderup. Sur la rive nord du lac se trouve le rempart protégé de Skarsholm. Le château fut acheté en 1408 par la reine Marguerite Ire pour être démoli. Aujourd'hui, l'endroit est donc localement plus connu sous le nom de Ruine de la reine Marguerite. Sur la rive ouest du lac se trouve Astrup Gods.
Le Skarresø fait partie de la zone Natura 2000-område nr. 156 Store Åmose, Skarre Sø og Bregninge Å (da), qui comprend la zone spéciale de conservation (no 137). Il est inclus dans la surveillance NOVANA (da). Il recevait auparavant les eaux usées de Jyderup et était très fortement eutrophisée. L'évacuation des eaux usées a été interrompue en 1972, depuis lors, l'état s'améliore doucement avec l'immigration de plantes sous-marines. Durant trois ans, au début du millénaire, des biomanipulations ont été pratiquées sous forme de lâchers d'alevins de brochet dans le lac, ce qui a favorisé la végétation sous-marine, jusque-là totalement absente,. 
Il est estimé que le Skarresø répond à l'objectif en matière de charge en nutriments. Cependant, selon le dernier rapport NOVANA sur les lacs (2019), il est le seul lac dont l'état s’est détérioré. Le déversement des eaux usées de Jyderup a créé une importante réserve de phosphore dans le lit du lac, qui constitue un terrain fertile pour la prolifération récurrente d'algues et pour l'eau trouble. Le lac a donc été désigné pour la restauration dans le cadre du Plan de gestion des eaux 3, et la municipalité de Holbæk soumettra une demande de financement complet pour mettre en œuvre un projet de restauration du lac. 
Sur la plus grande des trois îles à l'extrémité ouest du lac, Magleholm, un couple d'aigles à queue blanche a fait son nid et se reproduit depuis 2005. À cause de la présence des aigles à queue blanche, la navigation est interdite sur certaines parties du lac,. La population de poissons du lac est dominée par le gardon et la perche, mais on y trouve également des brèmes , des brochets , des sandres et des rotengles.
À l'automne 2013, le Skarresø est devenu une partie du parc naturel d'Åmosen. En 2017, des passionnés locaux ont créé un sentier de vélo et de randonnée balisé de 11 kilomètres de long, le Skarresø Trail, tout autour du lac,. Le Jyderupstien (da), un itinéraire de 52 km de long qui s'étend de Svinninge à Kongskilde, passe également par la partie orientale du lac.